# Ramsen (Nadrenia-Palatynat)
Ramsen – miejscowość i gmina w Niemczech, w kraju związkowym Nadrenia-Palatynat, w powiecie Donnersberg, wchodzi w skład gminy związkowej Eisenberg (Pfalz).